# Sentinelle (film)
Sentinelle è un film del 2023 diretto da Hugo Benamozig e David Caviglioli.

## Trama
Françoise Sentinelle ha due vite. Di giorno è un poliziotto ruvido che veste con camice a fiori catturando criminali sulla sua jeep gialla sull'Isola La Riunione mentre per il resto del suo tempo si dedica a cantare.

## Distribuzione
Il film è stato distribuito sulla piattaforma Amazon Prime Video dall'8 settembre 2023.